# Papaipema nitela
Papaipema nitela là một loài bướm đêm trong họ Noctuidae.